# مادو سودان
مادو سودان (بالإنجليزية: Madhu Sudan)‏ (12 سبتمبر 1966 في تشيناي - ) عالم حاسوب، وأستاذ جامعي من الهند.

## الجوائز
- جائزة جودل
- جائزة نيفانلينا
- O'Reilly Open Source Award [الإنجليزية]‏
- زمالة رابطة مكائن الحوسبة [الإنجليزية]‏
- زمالة جمعية للآلات البرمجية
- زميل الجمعية الأمريكية للرياضيات